# Otto Rosenbach

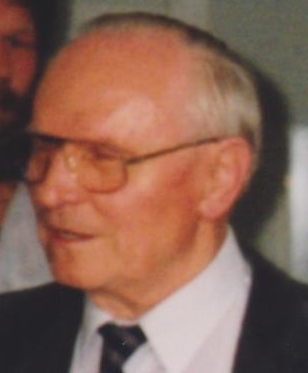
Otto Rosenbach 1990

Otto Rosenbach (* 25. September 1914 in Tilsit, Deutsches Reich; † 19. September 1994 in Braunschweig) war ein deutscher Geophysiker.
Seine Forschungsschwerpunkte waren die experimentelle und theoretische Seismik, Aufbau und Betrieb eines seismologischen Observatoriums, Gravimetrie, Geoelektrik, Erdgezeiten und Bohrlochpendel.

## Leben
Otto Rosenbach studierte von 1933 bis 1939 Mathematik, Physik und Biologie an der Albertus-Universität Königsberg und ein Semester an der Universität Würzburg. 1939 legt er eine Prüfung für das Lehramt an höheren Schulen ab. Von 1940 bis 1945 war er arbeitete er für die Prakla und war in der Ukraine und im Elsass für sie tätig. Ab 1946 hatte er die Stelle eines wissenschaftlichen Assistenten in der landwirtschaftlichen Fakultät der Universität Bonn inne. Er wurde dort 1947 mit einem Thema der Gravimetrie promoviert. 1951 erfolgte seine Habilitation mit Untersuchungen zur Isostasie. Von 1953 bis 1955 war er Lehrbeauftragter an der Universität Bonn, 1955 bis 1957 Dozent an der Universität Mainz 1957 bis 1962 war er dort außerplanmäßiger Professor und von 1962 bis 1965 außerordentlicher Professor. 1965 erhielt er einen Ruf als Ordinarius für Geophysik an die damalige Bergakademie Clausthal Technische Hochschule, die heutige Technische Universität Clausthal.
Seine Vorgänger Karl Jung (1953–1957) und Heinz Menzel (1957–1964) bauten die Forschung und Lehre der Geophysik bereits entscheidend aus, so dass das Institut für Geophysik einen Neubau in Rosenbachs Amtszeit erhielt. Der Neubau wurde während seiner Berufungsverhandlungen zugesagt und 1968 in den Bleibeverhandlungen aufgrund des letztlich abgelehnten Rufes an die TH Wien wiederholt zugesagt. Letztlich bezugsfertig war der Bau im Feldgraben-Campusgebiet der TU Clausthal im Jahr 1975. Rosenbach legte 1969 einen Entwurf der Diplomprüfungsordnung für die Fachrichtung Geophysik vor, der den übermäßigen Anteil von Geologie und Mineralogie im Studium abminderte. Dieser wurde allerdings erst 1978 durch das Ministerium für Wissenschaft und Kunst genehmigt. Rosenbach wurde 1980 emeritiert, sein Nachfolger wurde Reinhard Bortfeld.
Von 1971 bis 1982 war Rosenbach Verfasser des Heftes „Geophysiker“ der Reihe „Blätter zur Berufskunde“, einer wichtigen Informationsquelle für Studienanfänger und Studierende. Im Zeitraum von 1965 bis 1980 konnten für Forschung und Lehre umfangreiche Drittmittel beschafft werden. So wurden ca. 90 Anträge bei der Deutschen Forschungsgemeinschaft mit einem Finanzvolumen von ca. 8 Mio. DM gestellt und bewilligt. Damit konnte die instrumentelle und personelle Ausstattung des Instituts wesentlich vorangebracht werden. Die Zahl der Geophysik-Studenten verdoppelte sich in seiner Amtszeit.
Rosenbach war 1965 Gründungsmitglied des Forschungskollegiums „Physik des Erdkörpers“.
Ab 1973 war er Mitglied der Braunschweigischen Wissenschaftlichen Gesellschaft.
Er war langjähriger Gutachter für die DFG, das Bundesministerium für Forschung und Technologie BMFT, die Volkswagenstiftung und 15 Jahre lang in Auswahlkommissionen des DAAD.
An der TU Clausthal war er Vorsitzender der Abteilung Geowissenschaften und Dekan der mathematisch-naturwissenschaftlichen Fakultät.

## Schriften
- Technische Universität Clausthal, Institut für Geophysik, Informationsbroschüre Sep. 1994, 81 Seiten